# فالمونت (كولورادو)
فالمونت (بالإنجليزية: Valmont, Colorado)‏ هي منطقة سكنية تقع في الولايات المتحدة في مقاطعة بولدر، كولورادو. يقدر عدد سكانها بـ 59 نسمة ومساحتها 0.9 كم2 وترتفع عن سطح البحر 1,578.88 متر.